# Jorge Olguín (director)
Jorge Cristian Olguín Cid (Santiago, 17 de febrero de 1972) es un director de cine chileno, pionero del género fantástico en Chile.
Ha realizado las películas Ángel negro, Sangre eterna, la coproducción chileno-brasileña Caleuche y el largometraje 3D Gritos del Bosque. Su último largometraje estrenado La Casa (2019) película de terror paranormal, fue adquirida para su distribución internacional por la compañía norteamericana Epic Pictures.

## Carrera
Ángel negro fue una película que Olguín filmó mientras estudiaba cine en la Universidad con un presupuesto de solo 25 mil dólares. Este filme logró estrenarse en las salas comerciales en el año 2000 con éxito de taquilla y se convirtió en todo un suceso mediático en Chile. La cinta, mezcla de slasher y giallo, fue seleccionada en varios festivales internacionales, por ejemplo, estuvo en el festival de cine fantástico de Montreal, en el Fantasporto de Portugal y en el festival de Sitges. Ángel negro fue editada en DVD en los Estados Unidos por la compañía de culto Troma Entertainment y comprada por HBO.
En 2002 Olguín estrena Sangre eterna película de vampiros con una trama psicológica, que involucra el mundo de los movimientos góticos y los juegos de rol. Con un presupuesto de solo 300 mil dólares, esta película estrena el uso de los efectos especiales y de maquillajes en el cinematografía chilena. La cinta, al igual que el debut de Olguín, se transformó en un éxito en la taquilla. Posteriormente obtuvo el Premio a los Mejores Efectos Especiales en el festival de Cine Fantástico de Málaga, y los premios a Mejor Actuación y Mejores Efectos de Maquillajes en el festival de Cine de Terror de Los Ángeles "Screamfest LA" de las manos de Stan Winston. Sangre eterna fue editada en DVD en los Estados Unidos por "Fangoria" bajo el título de Eternal Blood. Su tercer largometraje, Descendents, es un filme apocalíptico protagonizado por niños y zombis, y fue comprada por las compañías norteamericanas Lionsgate y Ghost House Pictures, esta última propiedad del famoso director Sam Raimi.
En el 2012 estrenó su producción de mayor presupuesto, 1 millón y medio de dólares, el largometraje de género fantástico Caleuche: El llamado del mar en cuya producción participan destacados actores chilenos como Catalina Saavedra (The Maid) y la actriz brasileña Giselle Itié (The Expendables). Distribuida por Buena Vista Internacional (Disney) logró buenos resultados en taquilla y comentarios de la crítica.
Olguín mientras estrenaba su cuarto largometraje, rodaba en el set de Gritos del Bosque el primer largometraje chileno rodado en formato 3D protagonizado por Fernanda Urrejola y Carolina Arredondo este film de horror que mezcla la fantasía y el suspenso está inspirada en la cosmovisión de la cultura mapuche, fue premiada en FICG in LA el 2014. En 2016 dirige y coproduce la serie animada de terror ganadora del CNTV (Consejo Nacional de Televisión) Cuenta la Leyenda basada en la mitología y leyendas populares de Chile. 
Su quinto largometraje La Casa es una película de terror psicológico, inspirada en los eventos reales sobre la conocida Casa Dubois de Quinta Normal, es protagonizada por el actor y cantante chileno Gabriel Cañas; y fue estrenada en cines chilenos durante febrero de 2020 siendo unos de los 4 estrenos chilenos más vistos. Tuvo su avant premiere mundial en la 34 versión del prestigioso Festival Internacional de Cine de Mar del Plata en la sección "Venas Abiertas". La Casa fue grabada en tiempo real y en plano secuencia, protagonizada prácticamente por un solo actor, en este caso, por Gabriel; y fue adquirida para su distribución internacional en junio del 2020 por la compañía norteamericana Epic Pictures. Posteriormente fue estrenada en Cines del Perú en 2022 llegando la puesto 8 de las películas más vistas en la taquilla.
Su último largometraje, "Análogos" (2023) drama y ciencia ficción protagonizado por la icónica pareja de actores chilenos de televisión Mónica Carrasco y Jorge Gajardo, conocidos por la comedia Los Venegas; junto a la destacada actriz peruana Cindy Díaz, ha sido premiado en festivales internacionales y se estrenó en los cines de Chile en enero de 2024, recibiendo elogios tanto de los medios como de la crítica especializada. Actualmente trabaja en la producción de KALKUTÚN; Juicio a los Brujos, serie ganadora del Consejo Nacional de Televisión (CNTV 2023) en coproducción con TVN.

## Filmografía

### Películas
- Ángel negro (2000)
- Sangre eterna (2002)
- Solos (2008)
- Caleuche (2012)
- Gritos del bosque (2016)
- La Casa (2019)
- Análogos (2024)